# Dabotap
La Dabotap (en coréen : 다보탑, littéralement « pagode des trésors abondants ») est une pagode en pierre située dans le temple Bulguksa à Gyeongju, en Corée du Sud. Haute de 10,4 mètres, elle fait face à la Seokgatap, une pagode de style différent. Elle date de la période du Silla unifié. La Dabotap représente l'élément féminin (yin) tandis que la Seokgatap représente l'élément masculin (yang). Elle est dédiée au Bouddha Prabhutaratna (en) (Dabo en coréen).

## Description
La pagode possède une base carrée bordée de quatre escaliers au sommet desquels se trouvent quatre lions en pierre, symboles de sagesse,. Sur cette base reposent quatre piliers qui soutiennent une plate-forme carrée, surmontée d'une structure octogonale.

## Histoire
On pense que la Dabotap a été construite en 751 au moment de la reconstruction du Bulguksa.
La Dabotap est classée trésor national en 1962.

## Numismatique
La pagode Dabotap est représentée sur la pièce de 10 won depuis 1966.